# Alfaro cultratus
Alfaro cultratus är en fiskart som först beskrevs av Regan, 1908.  Alfaro cultratus ingår i släktet Alfaro och familjen Poeciliidae. Inga underarter finns listade i Catalogue of Life.